# 잉글랜드식 당구

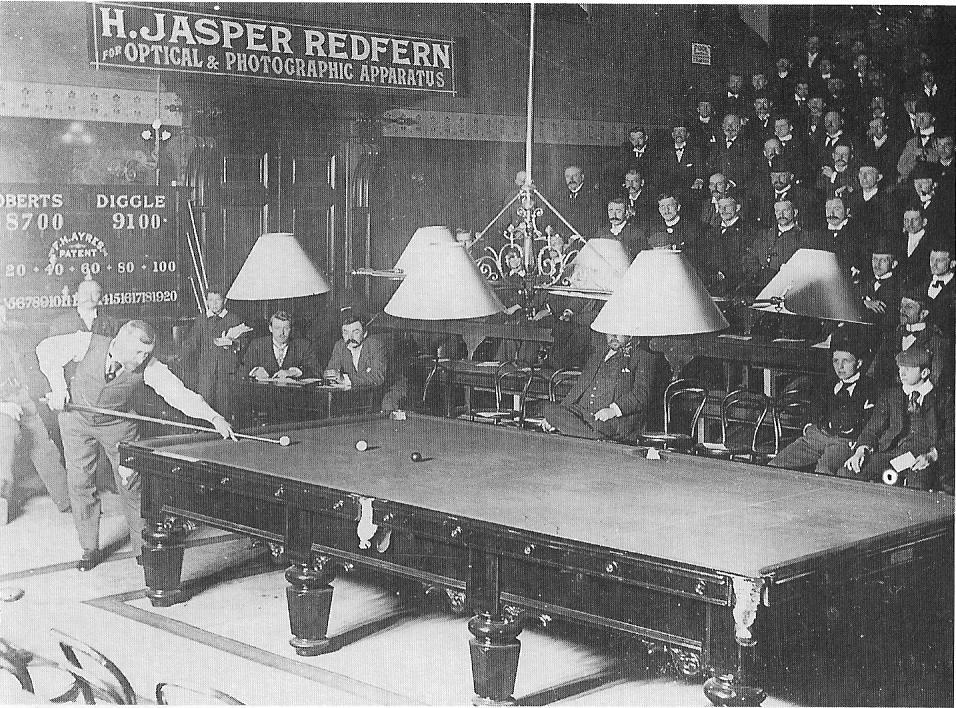
잉글랜드식 당구.

잉글랜드식 당구(English billiards)는 네 모퉁이와 양 변 각각에 한 개씩의 포켓이 있는 6' x 12' 사각형 당구대 위에서 하는 당구로서 4구 당구와 포켓볼과의 혼합 형태의 경기이다. 잉글랜드에서는 단순히 당구(billiards)라고 불린다. 또한 잉글리쉬 게임, 올인 게임 , 코몬 게임이라고도 불린다. (그림은 스누커 항목을 참조하라).
이 경기는 두 명이서 혹은 팀을 이루어서 겨룬다. 큐 볼 두 개와 빨간색 목적구 한 개가 사용된다. 각 팀은 각각 다른 큐 볼을 사용한다; 만약 둘 다 하얀 공을 써야 한 다면 표시를 해 두고 친다. (보통 검은색 점을 표시해 구분한다.)

## 같이 보기
- 스누커
- 카우보이 풀
- 월터 린드럼